# Божидар Шапоњић
Божидар Шапоњић (Београд, 1885 — Нови Сад, 1920) је био српски драмски глумац и редован члан Народног позоришта у Београду.

## Биографија
Нема много података о Божидару. Милан Грол га је послао у Москву на једногодишње глумачке студије. Био је добровољац у Другом балканском рату. Глумио је у војничким позориштима у избеглиштву, а описан је као "заводљив боем, који је пре времена упропастио свој живот". Сава Тодоровић му је био узор, а позната је само једна његова улога, коју је играо и у Београду и у Новом Саду, улога Трајка Ташевић у Голготи Миливоја Предића.